# 2,6-ジヒドロキシ安息香酸
2,6-ジヒドロキシ安息香酸（2,6-ジヒドロキシあんそくこうさん、英語: 2,6-dihydroxybenzoic acid）または、γ-レソルシル酸（英語: γ-resorcylic acid）は、ジヒドロキシ安息香酸の異性体の1つ。